# Gioan Trần Thương Bảo
Gioan Trần Thương Bảo (sinh 1960, tiếng Trung:陳蒼保, tiếng Anh:John Chen Cang-bao) là một Giám mục người Trung Quốc của Giáo hội Công giáo Rôma. Ông từng đảm nhận chức vụ Giám mục Phó Hạt Phủ doãn Tông Tòa Dịch Huyện và hiện đang là Giám quản Tông Tòa Giáo phận Nhiệt Hà. Phía chính quyền Trung Quốc không công nhận ông làm Giám mục, và tự tấn phong giám mục Giuse Quách Kim Tài làm Giám mục chính tòa Giáo phận Nhiệt Hà năm 2010.

## Tiểu sử
Giám mục Trần Thương Bảo sinh năm 1960. Trải qua quá trình tu học, ông được thụ phong linh mục năm 1986. được bổ nhiệm làm Giám mục Phó Phủ doãn Tông Tòa Dịch Huyện. Lễ tấn phong cho Tân giám mục diễn ra năm ngày 19 tháng 3 năm 1997, sau đó, ông được thuyên chuyển làm Giám quản Tông tòa Giáo phận Nhiệt Hà.